# Newburgh (town, New York)
Pour les articles homonymes, voir Newburgh.
Newburgh est une ville du comté d'Orange, dans l'État de New York, aux États-Unis,. En 2010, elle comptait une population de 29 801 habitants.

## Démographie
Lors du recensement de 2010, la ville comptait une population de 29 801 habitants, tandis qu'elle est estimée en 2016 à 30 704 habitants.